# Gros Piton
Gros Piton (dt. „Große Scharte“ oder „Großer Gipfel“) ist ein Berg im Gebiet der Pitons, eines Schutzgebietes im Südwesten von St. Lucia, und dort im Süden des Quarters Soufrière. Er steht am Ende der Pitons Bay und erhebt sich zu einer Höhe von 798 m (2619 ft) über dem Meer. Nach dem Mount Gimie ist er der zweithöchste Berg von St. Lucia. Er besteht aus einem alten Vulkankern.

## Tourismus
Der Gros Piton kann ohne Kletterausrüstung bestiegen werden. Der Aufstieg zum Gipfel dauert nur wenige Stunden. Es gibt vor Ort von der Regierung ausgebildete Führer.